# As-Sukkarijja (Dara)
As-Sukkarijja (arab. السكرية) – wieś w Syrii, w muhafazie Dara. W 2004 roku liczyła 973 mieszkańców.